# Saint-Éloi-de-Fourques
Saint-Éloi-de-Fourques és un municipi francès situat al departament de l'Eure i a la regió de Normandia. L'any 2007 tenia 426 habitants.

## Demografia

### Població
El 2007 la població de fet de Saint-Éloi-de-Fourques era de 426 persones. Hi havia 155 famílies de les quals 22 eren unipersonals (11 homes vivint sols i 11 dones vivint soles), 57 parelles sense fills, 72 parelles amb fills i 4 famílies monoparentals amb fills.
La població ha evolucionat segons el següent gràfic:
Habitants censats

### Habitatges
El 2007 hi havia 182 habitatges, 157 eren l'habitatge principal de la família, 17 eren segones residències i 8 estaven desocupats. Tots els 180 habitatges eren cases. Dels 157 habitatges principals, 140 estaven ocupats pels seus propietaris, 14 estaven llogats i ocupats pels llogaters i 3 estaven cedits a títol gratuït; 1 tenia una cambra, 3 en tenien dues, 10 en tenien tres, 43 en tenien quatre i 100 en tenien cinc o més. 143 habitatges disposaven pel capbaix d'una plaça de pàrquing. A 52 habitatges hi havia un automòbil i a 96 n'hi havia dos o més.

### Piràmide de població
La piràmide de població per edats i sexe el 2009 era:
| Homes | Edats   | Dones |
| ----- | ------- | ----- |
| 0     | 95 o +  | 0     |
| 0     | 90 a 94 | 0     |
| 4     | 85 a 89 | 4     |
| 0     | 80 a 84 | 0     |
| 8     | 75 a 79 | 8     |
| 20    | 70 a 74 | 8     |
| 0     | 65 a 69 | 8     |
| 4     | 60 a 64 | 4     |
| 12    | 55 a 59 | 0     |
| 20    | 50 a 54 | 12    |
| 16    | 45 a 49 | 28    |
| 20    | 40 a 44 | 24    |
| 16    | 35 a 39 | 12    |
| 12    | 30 a 34 | 4     |
| 24    | 25 a 29 | 12    |
| 16    | 20 a 24 | 12    |
| 28    | 15 a 19 | 24    |
| 12    | 10 a 14 | 12    |
| 12    | 5 a 9   | 8     |
| 16    | 0 a 4   | 16    |

## Economia
El 2007 la població en edat de treballar era de 286 persones, 229 eren actives i 57 eren inactives. De les 229 persones actives 207 estaven ocupades (113 homes i 94 dones) i 23 estaven aturades (9 homes i 14 dones). De les 57 persones inactives 24 estaven jubilades, 19 estaven estudiant i 14 estaven classificades com a «altres inactius».

### Ingressos
El 2009 a Saint-Éloi-de-Fourques hi havia 167 unitats fiscals que integraven 472,5 persones, la mediana anual d'ingressos fiscals per persona era de 19.444 €.

### Activitats econòmiques
Dels 17 establiments que hi havia el 2007, 1 era d'una empresa extractiva, 1 d'una empresa de fabricació d'altres productes industrials, 4 d'empreses de construcció, 3 d'empreses de comerç i reparació d'automòbils, 2 d'empreses d'hostatgeria i restauració, 1 d'una empresa d'informació i comunicació, 1 d'una empresa financera, 1 d'una empresa de serveis, 2 d'entitats de l'administració pública i 1 d'una empresa classificada com a «altres activitats de serveis».
Dels 4 establiments de servei als particulars que hi havia el 2009, 1 era un guixaire pintor, 1 empresa de construcció, 1 perruqueria i 1 restaurant.
L'any 2000 a Saint-Éloi-de-Fourques hi havia 15 explotacions agrícoles que ocupaven un total de 390 hectàrees.

## Equipaments sanitaris i escolars
El 2009 hi havia una escola elemental integrada dins d'un grup escolar amb les comunes properes formant una escola dispersa.

## Poblacions més properes
El següent diagrama mostra les poblacions més properes.